# Jaren Hall
Jaren Hall (Spanish Fork, Utah; 24 de marzo de 1998) es un jugador profesional estadounidense de fútbol americano, se desempeña en la posición de quarterback en Minnesota Vikings, en la National Football League (NFL).

## Carrera
Hizo su debut profesional con el equipo Minnesota Vikings, lleva jugando una temporada, comenzó en el 2023.